# Bubble Bobble
Bubble Bobble (バブルボブル, Baburu Boburu) é o primeiro jogo da série de jogos Bubble Bobble, produzido pela Taito em 1986, inicialmente para arcade e mais tarde convertido para computadores e consoles.
O jogo é centrado na aventura de dois dragões, Bub e Bob. O objetivo é salvar as namoradas dos protagonistas, para isso o jogador deverá enfrentar cem estágios diferentes. Os inimigos são eliminados ao serem envolvidos em uma bolha que em seguida deve ser estourada. Cada vez que um inimigo é eliminado, é gerada uma recompensa que aumenta a pontuação do jogador.
O Bubble Bobble foi projetado por Fukio Mitsuji, um designer de jogos japonês da Taito. Em uma entrevista, Mitsuji disse que acreditava que a produção de jogos da Taito, na época, era fraca e de baixa qualidade, em comparação com a Namco. Esperando ajudar a empresa a produzir títulos de arcade com qualidades melhores, ele desenvolveu o jogo Super Dead Heate depois Halley's Comet, ambos em 1985.

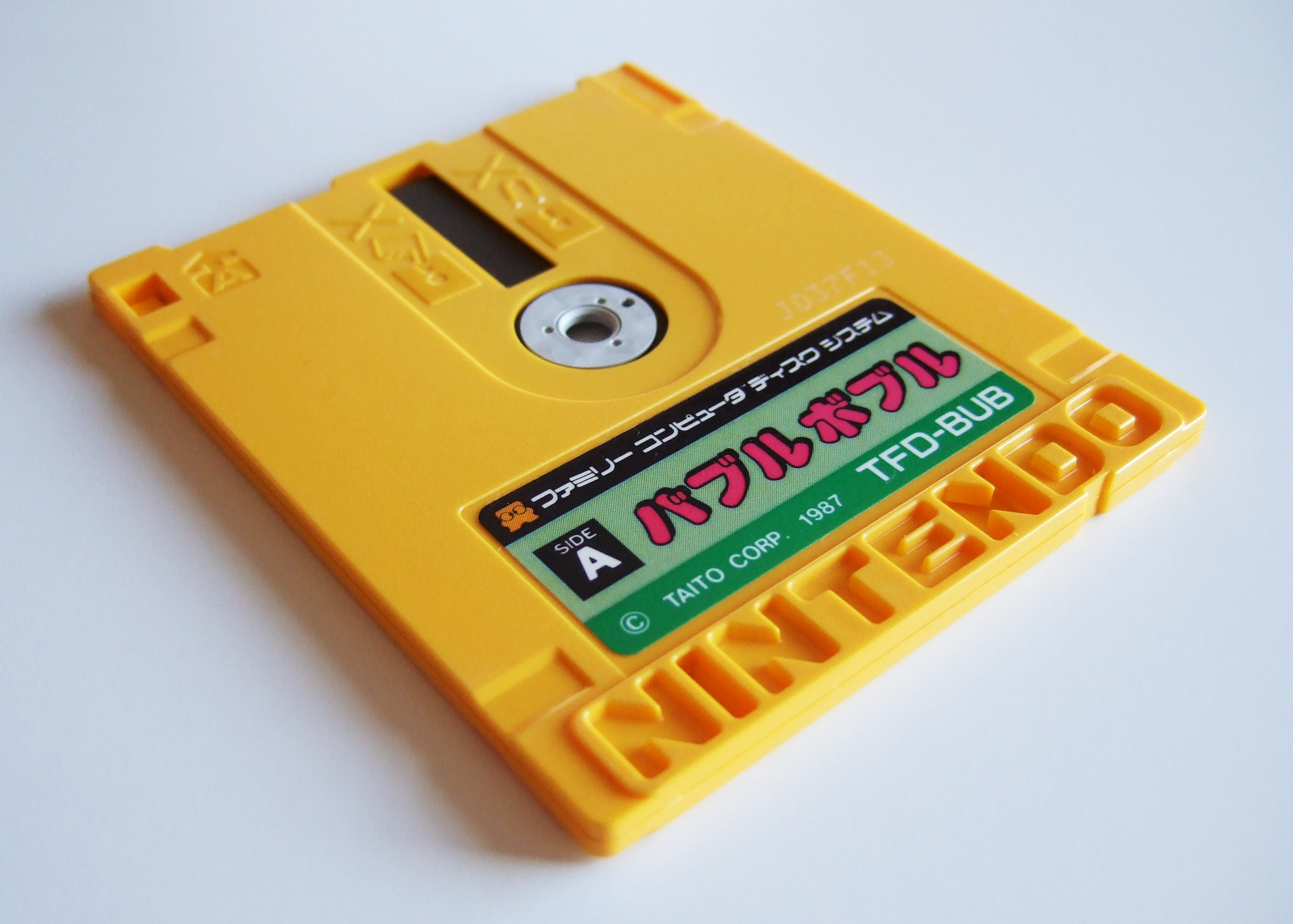
Um disquete do jogo Bubble Bobble para Famicom Disk System.

Depois de concluir o trabalho nesses dois jogos, Mitsuji decidiu construir um jogo mais cômico, em comparação com seus trabalhos anteriores. Mitsuji também queria que o jogo atraísse um público feminino. Pensando em que tipo de coisas as mulheres mais gostam de desenhar ou esboçar, Mitsuji criou uma extensa lista de mais de 100 ideias e, após um processo de eliminação, selecionou as bolhas como a mecânica principal do jogo. Ele gostou da ideia de a tela estar cheia de bolhas e pensou que estourá-las todas de uma só vez proporcionaria uma sensação emocionante ao jogador. Em relação ao personagem, a ideia inicial era fazer com que o jogador controlasse um robô com um espigão na cabeça para estourar bolhas, todavia, acabou sendo descartada, mudando-se para dinossauros com sulcos nas costas.
Em 2016, foi lançado para PlayStation 4 um remake de Bubble Bobble, sob o nome de Arcade Archives: Bubble Bobble.